# Dutty Boukman
Dutty Boukman (... – 7 novembre 1791) è stato un condottiero e sacerdote haitiano che guidò la fase iniziale della rivoluzione haitiana.

## Biografia
Nato nella regione della Senegambia, situata nei territori degli attuali Senegal e Gambia, fu catturato, ridotto in schiavitù ed imbarcato per i Caraibi. Sbarcato dapprima in Giamaica fu poi trasferito nella vicina colonia francese di Saint-Domingue. Qui divenne un oungan, ovvero sia un sacerdote della religione vudù.
Il 14 agosto 1791, nella tenuta Lenormand de Mézy presso Cap-Français, si tenne una grande riunione di schiavi, principalmente commandeurs, durante la quale si decise di attaccare in una precisa data le varie piantagioni della zona con una serie di azioni simultanee. Il 21 agosto successivo, Dutty Boukman, assieme alla mambo Cécile Fatiman, presiedette una cerimonia religiosa e politica nel Bois Caïman. Durante il rituale l'oungan fece bere agli schiavi riunitisi in loco il sangue di un maiale nero e tenne un discorso ai presenti. La notte seguente iniziarono gli attacchi alle piantagioni presto sfociati in un'aperta rivolta che nella settimana successiva mise a ferro e fuoco il nord di Saint-Domingue. Questo evento è considerato l'inizio della rivoluzione haitiana. 
Dutty Boukman rimase ucciso in uno scontro con i francesi nel novembre dello stesso anno.